# ماري تقتل الناس
ماري تقتل الناس (بالإنجليزية: Mary Kills People) هو مسلسل تلفزيوني كندي تم بثه على شبكة التلفزيون العالمية منذ 25 يناير 2017.

## ملخص
تعمل الدكتورة ماري هاريس في قسم الطوارئ بمستشفى إيدن العام ولديها عمل جانبي كمستشارة في نهاية الحياة - حيث تقدم هي وشريكها ديس خدمات المساعدة على الانتحار. تصبح حياتهم معقدة عندما تبدأ الشرطة في التحقيق معهم

## روابط خارجية
- ماري تقتل الناس على موقع IMDb (الإنجليزية)
- ماري تقتل الناس على موقع ميتاكريتيك (الإنجليزية)
- ماري تقتل الناس على موقع روتن توميتوز (الإنجليزية)
- ماري تقتل الناس على موقع كينوبويسك (الروسية)
- ماري تقتل الناس على موقع ألو سيني (الفرنسية)
- ماري تقتل الناس على موقع قاعدة بيانات الفيلم (الإنجليزية)